# Zhao Ji
För Songdynastins kejsare; se Song Huizong.
Zhao Ji (赵姬; Zhào Jī) eller Änkedrottning Zhao, död 228 f.Kr., var en kinesisk drottning, gift med Kung Zhuangxiang av Qin. Hon var mor till Qin Shi Huangdi, den första kejsaren av Kina.  
Den mäktiga handelsresande Lü Buwei fastnade för Zhao Ji på grund av hennes utseende, och för att hon var bra på att dansa. Hon blev Lü Buweis konkubin och de levde tillsammans. Lü Buwei hade en pågående tronföljdskonspiration med Zichu som satt fången i Handan staten Zhao, men som hade stora möjligheter att bli staten Qins framtida kung. Zichu fattade tycke för Zhao Ji, och Lü Buwei gav Zhao Ji till Zichu. Lü Buwei hade vid denna tiden fått reda på att Zhao Ji var gravid. När Zhao Ji födde sonen Ying Zheng blev hon också Zichus gemål. Det är oklart om det var Zichu eller Lü Buwei som var barnets far.
Efter att Kung Zhuangxiang av Qin avlidit 251 f.Kr. efterträddes han av Kung Xiaowen av Qin och Zhao Ji och hennes son släppte fria från Handan och fick återvända till Qin. Kung Xiaowen avled snart efter sitt tillträdande och 249 f.Kr. tillträdde Zichu som kung Kung Zhuangxiang av Qin och Zhao Ji blev drottning. Lü Buwei blev enligt konspirationen försteminister. Kung Zhuangxiang avled efter tre år och 246 f.Kr. tillträdde Zhao Jis son Ying Zheng som kung av Qin.
Zhao Ji hade ett hemligt förhållande med Lü Buwei, och senare även men markis Lao Ai. Hon blev djupt förälskad i Lao Ai och födde i hemlighet två av hans söner. När kungen 238 f.Kr. fick reda på förhållande avrättades Lao Ai och hans två söner och Zhao Ji blev förvisad till staden Yong, men hon fick snart återvända till huvudstaden Xianyang. Zhao Ji avled 228 f.Kr. och fick då titeln änkedrottning. Hon begravdes tillsammans med Kung Zhuangxiang.
221 f.Kr. utropade sig hennes son Ying Zheng som Kinas första kejsare Qin Shi Huangdi.